# Андреева, Александра Евгеньевна
Александра Евгеньевна Андреева (род. 2 апреля 1995 года, Калининградская область) — российская спортсменка, борец вольного стиля. Победительница первенства Европы 2018 до 23 лет. Многократная призёрка чемпионатов России. Мастер спорта международного класса.

## Биография
Родилась Александра 2 апреля 1995 года в городе Калининград. В 14 лет пришла в секцию вольной борьбы спортивной школы братьев Белоглазовых в Калининграде. Ее первыми тренерами были Александр Подобедов и Сергей Тихомиров.

## Спортивная карьера
Александра является дважды финалисткой первенств России 2011 среди кадетов, а также обладательницей бронзовой награды первенства России 2012 года серди кадетов и золотой награды гран-при Германии 2012 года среди кадетов в Дормагене. В 2014 году выиграла серебряную медаль первенства России среди юниоров в Санкт-Петербурге. В феврале 2016 года выиграла бронзовую медаль на международном турнире гран-при Александр Медведь в Минске. Месяцем позже она дошла до финала первенства Европы до 23 лет в Болгарии. В январе 2017 года впервые была в тройке гран-при Ивана Ярыгина в Красноярске. В марте 2017 года добыла бронзу международного турнира Яшар Догу в Турции. В мае 2017 года выступила на взрослом чемпионате Европы в Сербии, где была лишь пятой. 2018 год был для Андреевой удачным, она в третий раз выиграла бронзовую медаль на гран-при Иван Ярыгин и международного турнира в шведском городе Клиппан, после стала первой на первенстве Европы среди борцов до 23 лет в Стамбуле, закончила выступление на чемпионате России на третьем месте, вдобавок была третьей на чемпионате мира среди студентов в Бразилии. В конце 2018 года в очередной раз добыла бронзовую медаль уже на первенстве мира до 23 лет в Румынии. В 2019, 2022 и 2023 годах была на третьих местах взрослого чемпионата России. В середине 2024 года закончила спортивную карьеру.

## Спортивные достижения
- 2011 Первенство России среди кадетов — ;
- 2012 Первенство России среди кадетов — ;
- 2014 Первенство России среди юниоров — ;
- 2016 Первенство Европы до 23 лет — ;
- 2018 Первенство Европы до 23 лет — ;
- 2018 Первенство мира до 23 лет — ;
- 2018 Первенство мира среди студентов — ;
- 2017, 2018, 2023 Гран-при Иван Ярыгин — ;
- 2018, 2019, 2022, 2023 Чемпионат России — ;
- 2022 Всероссийская Спартакиада — ;

## Личная информация
Андреева была студенткой Уральского федерального университета. Она является студенткой Западного филиала Президентской академии РАНХиГС города Калининград.